# Braunes Buschkänguru

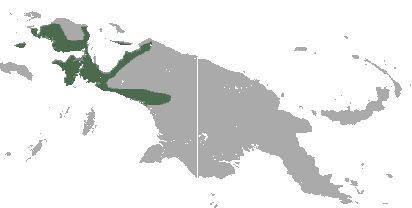
Verbreitungsgebiet des Braunen Buschkängurus

Das Braune Buschkänguru (Dorcopsis muelleri) ist eine Känguruart aus der Gruppe der Buschkängurus. Es lebt mit vier bis fünf Unterarten im westlichen Tiefland von Neuguinea und auf vorgelagerten Inseln. Die Nominatform, Dorcopsis muelleri muelleri kommt auf der Vogelkop-Halbinsel vor, D. muelleri lorentzii im westlichen Tiefland, D. muelleri mysoliae auf der Insel Misool und D. muelleri yapeni auf Yapen. Bei der Population auf Salawati könnte es sich um eine fünfte Unterart handeln.

## Merkmale
Das Braune Buschkänguru weist einen deutlichen Geschlechtsdimorphismus hinsichtlich der Größe auf. Männchen erreichen eine Kopf-Rumpf-Länge von 71 bis 77 cm und haben einen 41 bis 53,5 cm langen Schwanz. Die bisher vermessenen Weibchen hatten eine Kopfrumpflänge von 54 bis 65 cm, haben einen 32 bis 46,5 cm langen Schwanz und erreichen ein Gewicht von 5 bis 6,8 kg. Über das Gewicht der Männchen liegen keine Angaben vor. Das Fell der Tiere ist auf der Rückenseite braun und auf der Bauchseite hell. Der Farbübergang ist abrupt. Die Gliedmaßen sind nur dünn behaart und heller als der Körper. Der Schwanz ist gut behaart und hat eine haarlose Spitze, die manchmal heller ist.
D. muelleri muelleri hat eine mehr rötlichbraune Rückenfarbe und ist am Bauch cremefarben. D. muelleri lorentzii hat einen schokoladenbraunen Rücken und einen hellgrauen bis cremefarbenen Bauch. Die auf Inseln lebenden Unterarten sind kleiner als die auf dem Festland lebenden. D. muelleri mysoliae ist auf dem Rücken mattbraun und am Bauch grau bis weißlich. Die Farbe der Gliedmaßen kontrastiert deutlich mit der des Körpers. D. muelleri yapeni ähnelt D. muelleri mysoliae ist aber bräunlicher. Schwanz, Ohren und Hinterfüße sind kürzer.

## Lebensraum und Lebensweise
Das Braune Buschkänguru lebt in primären und sekundären Tieflandregenwäldern in Galeriewälder und in waldnah gelegenen, vom Menschen beeinflussten Biotopen, wie verwilderten Gärten bis in Höhen von 400 Metern. Über die Lebensweise ist nur wenig bekannt. Es ist dämmerungsaktiv und wird nachtaktiv, wenn es stark bejagt wird. Die Hitze des Tages verbringen sie in einer hockenden Position mit durch die Beine nach vorne gelegtem Schwanz. Das Braune Buschkänguru ernährt sich von Blättern, Früchten und Blüten. In Gefangenschaft gehaltene Exemplare bissen ihre Nahrung mit den Schneidezähnen ab, nahmen sie anschließend in die Pfoten und führten die Nahrung damit seitlich ins Maul um sie mit den großen Prämolaren zu zerkauen. Weibchen bekommen ein einzelnes Jungtier pro Jahr, das für einen Zeitraum von 6 Monaten im Beutel bleibt. Weibchen werden mit einem Alter von 15 Monaten geschlechtsreif, Männchen etwas später.

## Gefährdung
Das Braune Buschkänguru wird von der IUCN als nicht gefährdet (Least Concern) gelistet. Es hat ein großes Verbreitungsgebiet, ist individuenreich und kommt mit menschlichen Siedlungen in der Nähe gut zurecht.